# 佐々木経高
佐々木 経高（ささき つねたか）は、平安時代末期から鎌倉時代初期の武将。
近江の宇多源氏佐々木氏棟梁である佐々木秀義の次男として生まれる。源頼朝に伊豆での挙兵から仕え、鎌倉幕府で三カ国の守護を兼ね、頼朝の死後は承久の乱で官軍に属し、敗北の末に自害した。

## 生涯

### 源平の戦い
近江の佐々木庄を地盤とする宇多源氏佐々木氏の棟梁である佐々木秀義の次男として生まれ、平治元年（1159年）の平治の乱で父が従った源義朝の敗北により、一門と共に関東へと落ち延び、伊豆に流された義朝三男である源頼朝に仕える。
治承4年（1180年）、伊豆で以仁王の令旨を受け平氏打倒を決意した頼朝に従い、8月17日、平兼隆の後見で勇士とされた堤信遠を討つべくその邸宅へと赴き、頼朝と平氏との戦いにおける最初の一矢を放った後、太刀を抜き戦い、兄の定綱と共に信遠を討つ。20日、頼朝に従い相模国へと赴くも石橋山の戦いで敗れる。安房へ逃れ再び兵を集めた頼朝は10月20日の富士川の戦いで平氏を破り、23日に行われた挙兵後初の論功行賞で、経高ら兄弟は旧領の佐々木庄を安堵される。
頼朝を大将とする軍は、その後多くの戦いを経て文治元年（1185年）に壇ノ浦の戦いで平氏一門を滅ぼし、鎌倉に本拠を構えた。

### 三国守護
寿永元年（1182年）10月17日、生後二ヶ月余りの頼朝嫡子である源頼家が産所から将軍邸へと入る際の輿を担ぎ、翌々年6月23日には皇族の落胤を称し咎められた女を阿波で預かる。その後、淡路、阿波、土佐の守護に任じられる。
文治3年（1187年）11月11日、朝廷に馬を貢ぐ使者を務め、建久元年（1190年）11月11日、大納言に就任した頼朝の石清水八幡宮への参拝に随行する。建久3年（1192年）7月26日に、頼朝は征夷大将軍に任ぜられ鎌倉幕府を開き、同年9月17日までに経高は中務丞に任ぜられている。建久4年（1193年）9月7日には後白河法皇の崩御後に荒廃していた御所の宿直を命じられ、建久5年（1194年）12月26日の永福寺供養、翌年3月12日の東大寺供養、8月1日の三浦三崎遊覧、8月8日の相模日向山参詣、翌々年5月20日の四天王寺参詣では兄弟らと共に頼朝の将軍家に随行する。
正治元年（1199年）1月に頼朝が没すると、翌年の7月9日に淡路、阿波、土佐の軍を京に集める。その騒動は後鳥羽上皇の怒りに触れ、8月2日に淡路、阿波、土佐三ヶ国の守護職を解任される。翌々年に出家し経蓮と称していた経高は、京での騒動に対する申し開きと、挙兵の初めに平兼隆を討って以来を記した書状を、長男の高重に持たせ幕府へと送る。赦免を得た経高は11月13日に鎌倉へと参じ、京で写した法華経六部を頼朝の月忌に供養し、12月3日の帰京の際には頼家と面会しまず一ヶ国を戻され、その後の会談では往時の忘れ難き話を述べ、独り涙を拭い退き、和田義盛らはこれを聞きまた涙したという。
建仁3年（1203年）10月、近江国の八王子山に拠った比叡山宗徒を攻めよとの勅命を受ける。経高は出家し高野山に在った弟の高綱から兵法の助言を受け、弟の盛綱、甥の重綱（高綱の嫡男）らと共に軍を発し、宗徒らを退散させる。

### 承久の乱
承久3年（1221年）に後鳥羽上皇が承久の乱において倒幕の兵を挙げると、経高は官軍に属し合戦の計を廻らすも、宇治川の戦いで官軍は敗走し、6月16日、経高は鷲尾に在った所を北条泰時から降伏を勧める使者を受ける。これを自害の薦めと捉えた経高は自害し、絶命の前に輿で六波羅へと向かい泰時と会う。泰時が経高の自害が本意では無い事を述べると、経高は両眼を見開き言葉にならぬ叫びを快く発した後、絶命した。
一方、阿波では経高の嫡男で守護代の高重が、阿波兵六百人を引きいて父の兵と合流したが、最後の防衛線とたのむ宇治川、瀬田川の要害も、6月13日と14日の戦いで破れ、経高と高重父子は討死して果て、六百余の兵はほとんど阿波へ帰らなかったという。
しかし、史実では、経高については同月16日に自害して果て、高重は翌年、紀伊国岩田辺（現和歌山県西牟婁郡上富田町上岩田近辺）で殺害されたことは明らかである。
乱後、阿波国に対して幕府は佐々木氏に代わり小笠原長清を守護職に任じた。長清は阿波へ入ると佐々木氏の居城であった名西郡の鳥坂城（現・徳島県石井町鳥坂）を攻めたという。ほとんど兵のいない鳥坂城は炎上し、城を守っていた経高の二男高兼は、一族や老臣の平岡利清らと城を捨てて、名西郡の山中の鬼籠野村へ逃げたという。しかし小笠原氏は高兼の生存を許さなかったため、高兼は一族と家臣達が百姓となって、この地に住む事を条件に自ら弓を折り腹を切って自害したという。神山町の弓折の地名は高兼が弓を折って、自害した所であるという。

## 関連作品
テレビドラマ
- 『草燃える』（1979年、NHK大河ドラマ、演：松田茂樹）
- 『鎌倉殿の13人』（2022年、NHK大河ドラマ、演：江澤大樹）